# 高橋未来 (バスケットボール)
高橋 未来（たかはし みく、2001年4月30日 - ）は、日本の女子バスケットボール選手である。ポジションはガード。滋賀県出身。Wリーグのアイシン ウィングス所属。

## 来歴
京都精華学園高校在学中、年代別日本代表に選出。
2020年1月、アーリーエントリーでデンソーアイリスに加入。
2025年オフ、デンソーを退団。アイシン ウィングスに移籍。

## 経歴
- 京都精華学園高 - デンソー（2020年-2025年） - アイシン（2025年-）

## 日本代表歴
- 2017 U16アジアカップ
- 2018 U17ワールドカップ